# اتومیدان

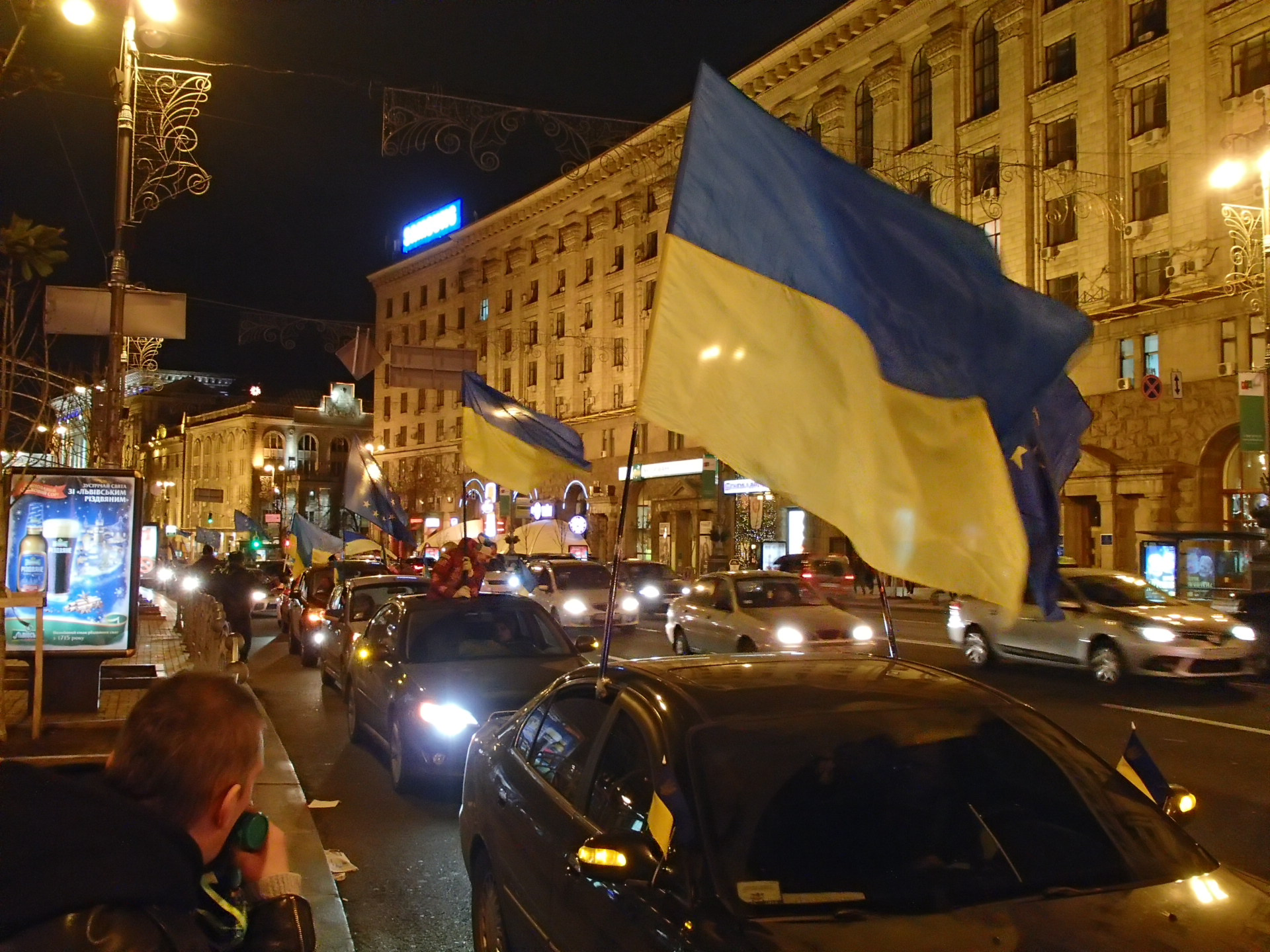
جنبش اتومیدان در اوکراین

اتومیدان (اوکراینی: Автомайдан) یک جنبش سیاسی-اجتماعی اوکراینی است که در سال ۲۰۱۳ در زمان ظهور یورومیدان در کیف، اوکراین آغاز شد. گروه اتومیدان متشکل از رانندگانی بود که برای کمک به تظاهرکنندگان یورومیدان در اوکراین به‌واسطهٔ سد راه خودروهای پلیس و جابجا کردن معترضان فعالیت می‌کردند. هم حدود یک سوم از اعضای این جنبش را زنان اوکراینی تشکیل می‌دادند.
این گروه بیشتر به دلیل تجمع با خودرو در مقابل خانهٔ مقامات دولتی اوکراین، که مظنون به فساد بودند، شناخته می‌شدند.

## تاریخچه
اتومیدان به گروهی از رانندگان گفته می‌شد که در اواخر نوامبر ۲۰۱۳ به‌منظور پشتیبانی از پیوستن اوکراین به اتحادیهٔ اروپا و مقابله با حملهٔ نیروهای پلیس به تظاهرکنندگان تشکیل شد. این گروه، که از ۵٬۰۰۰ فعال مدنی و سیاسی تشکیل شده بود و حدود یک سوم آنان را نیز زنان اوکراینی تشکیل می‌دادند، به‌واسطهٔ کمک به تظاهرکنندگان برای گریختن از دست پلیس، در آن زمان به یکی از جنبش‌های مهم مرتبط با تظاهرات اوکراین در سال ۲۰۱۴ معروف به یورومیدان، و همچنین به تهدیدی برای مقامات دولت اوکراین تبدیل شده بود؛ به‌گونه‌ای که به تصویب قانون جدیدی مبنی بر ممنوعیت حرکت گروهی بیش از پنج خودرو در خیابان‌ها منجر شد.
این گروه به‌واسطهٔ تجمعات خودرویی که در مقابل خانهٔ مقامات مظنون به فساد دولت اوکراین برگزار می‌کرد، به شهرت رسید.

### مقابله دولت
فعالان این گروه بارها هنگام سد راه خودروهای پلیس توسط مأموران پلیس مورد تهدید، ضرب و شتم و بازداشت قرار گرفتند. برخی از فعالان این جنبش نیز ربوده شدند و تعدادی از آنان نیز به زندان محکوم شدند.

### پس از یورومیدان
این گروه پس از پایان یافتن یورومیدان نیز به فعالیت خود برای مقابله با فساد ادامه داد و با جمع‌آوری پیشینهٔ افسران و مقامات پلیس، در اصلاحات نیروی پلیس اوکراین پس از یورومیدان نقش داشت.
پیش از ظهور یورومیدان، انتقادهایی در خصوص فساد مالی در دولت و املاک گران‌قیمت مقامات در مقایسه با حقوق دریافتی آنان از سوی مردم مطرح شده بود. فعالان اتومیدان ویدئوهایی از املاک متعلق به مقامات دولت اوکراین را منتشر کردند و دولت را برای واکنش به این انتقادها تحت فشار قرار دادند.
این گروه در سال ۲۰۱۵ در شکل‌گیری ثبت املاک اوکراین نیز نقش داشت و به جمع‌آوری اطلاعات پیرامون دارایی‌های مقامات دولتی و مقایسهٔ آن با حقوق دریافتی ثبت‌شدهٔ آنان کمک کرد. علاوه بر این، اتومیدان نخستین جنبش مدنی بود که به بررسی موضوع استخراج غیرقانونی کهربا در اوکراین پرداخت.

## اعضا

### ناپدید شدن بولاتوف
در ۲۳ ژانویهٔ ۲۰۱۴ و یک روز پس از پیدا شدن جسد یوری وربیتسکی در جنگلی در نزدیکی کی‌یف، نزدیکان دیمیترو بولاتوف، سخنگوی گروه اتومیدان، اعلام کردند که او ناپدید شده‌است. یک روز پس از آن نیز برخی از فعالان دیگر این گروه مورد حملهٔ پلیس ضد شورش قرار گرفتند و ۲۰ نفر از آنان نیز بازداشت شدند.
بولاتوف در ۳۰ ژانویه در روستایی در نزدیکی کی‌یف پیدا شد. او گفت که توسط مردانی ناشناس که با لهجهٔ روسی صحبت می‌کردند، ربوده شده و مورد شکنجه قرار گرفته‌است. در ۳۱ ژانویه، وزارت کشور اوکراین نام او را در فهرست افراد تحت تعقیب قرار داد.

### اخراج اعضا
این گروه در سال ۲۰۱۶ تعدادی از اعضای خود را به‌دلیل «دست داشت آن‌ها در فعالیت‌هایی در برابر دریافت دستمزد در گذشته» اخراج کرد.